# Claresholm
Town of Claresholm is een plaats (town) in de Canadese provincie Alberta en telt 3700 inwoners (2006).